# The Split Program I
The Split Program I (w dopełnieniu zwany też Caliban vs. Heaven Shall Burn) – split-album grup Caliban oraz Heaven Shall Burn wydany w 2000 roku nakładem Lifeforce Records.

## Lista utworów

### Caliban
1. Intro - 0:32
2. Assassin Of Love - 3:22
3. A Summerdream - 3:56
4. Sunday’s Words - 3:32
5. Partisan (cover Heaven Shall Burn) - 3:18
6. Outro - 0:51

### Heaven Shall Burn
7. Suffocated In The Exhaust Of Our Machines - 4:58
8. No Single Inch - 2:41
9. The Seventh Cross - 3:42
10. One More Lie (cover Caliban) - 5:04

## Inne informacje
- Utwór "Partisan" był opublikowany pierwotnie na minialbumie In Battle There Is No Law z 1998 roku.
- Utwór "Outro" to fragment ścieżki dźwiękowej filmu Pulp Fiction w reżyserii Quentina Tarantino z 1994 roku[2].
- Utwór "The Seventh Cross" został zainspirowany książką niemieckiej pisarki Anny Seghers, pod tym samym tytułem (pol. Siódmy krzyż), opowiadającej o ucieczce więźniów z niemieckiego obozu koncentracyjnego w Westhofen.
- Utwór "One More Lie" był opublikowany pierwotnie na minialbumie Caliban z 1998 roku.